# KylieFever2002
KylieFever2002 war die sechste Musiktournee der australischen Sängerin Kylie Minogue. Die Tournee gehörte zur Promotion für Minogues achtes Studioalbum Fever.

## Tour
Die Tournee startete am 26. April 2002 in der Cardiff International Arena in Cardiff, Wales. Es folgten Auftritte in England in der Manchester Arena, der NEC Arena und der Sheffield Arena. Nach vier Konzerten in Schottland ging die Tour zurück nach England, wo in der Metro Radio Arena und der Wembley Arena mehrfach gespielt wurde. Danach ging es aufs europäische Festland durch Skandinavien. Es folgte das erste Konzert in Deutschland am 3. Juni in der Olympiahalle in München. In D-A-CH gab es insgesamt sieben Konzerte. Die Auftritte in Europa endeten am 18. Juni 2002 in Madrid. Nach einer Pause gab es im August weitere elf Konzertauftritte im Heimatland Australien.
Insgesamt gehört die „KylieFever2002-Tournee“ zu den aufwändigsten Sachen, die Kylie Minogue je gemacht hatte. Die Tournee hatte ein viel größeres Budget durch das Erfolgreiche „Fever“-Album + Singles, als frühere Tourneen. So enthielt die Bühne insgesamt 2 Treppen, und 5 Videobildschirme die sich zum jeweiligen „Akt“ der Show anpassten.

## Aufnahmen und Ausstrahlungen
Das Konzert am 4. Mai 2002 in Manchester wurde sowohl live im Internet als Stream gezeigt als auch mit dem Titel KylieFever2002: Live in Manchester auf DVD veröffentlicht.

## Crew
Das Management erfolgte durch Terry Blamey, der auch als Executive Producer beteiligt war. Musikproduzent war Steve Anderson, der Choreograph war Rafael Bonacela. Die Kostüme wurden durch das italienische Modeunternehmen Dolce & Gabbana gefertigt.

## Titelliste
Act 1: Silvanemesis
- „The Sound of Music“ (Instrumental Introduction)
- „Come into My World“
- „Shocked“
- „Love at First Sight“
- „Fever“

Act 2: Droogie Nights
- „Ode to Joy“ (Instrumental Interlude)
- „Spinning Around“

Act 3: The Crying Game
- „Where Is the Feeling?“ (Performance Interlude)
- Medley:
- „The Crying Game“
- „Put Yourself in My Place“
- „Finer Feelings“
- „Dangerous Game“
- „The Crying Game“ (Reprise)

Act 4: Street Style
- „GBI: German Bold Italic“ (Video Interlude)
- „Confide in Me“
- „Cowboy Style“
- „Kids“

Act 5: Sex in Venice
- „On a Night Like This“
- „The Loco-Motion“
- Medley: „In Your Eyes“ / „Please Stay“ / „The Rhythm of the Night“

Act 6: Cybertronica
- „Limbo“
- „Light Years“
- „I Should Be So Lucky“

Act 7: Voodoo Inferno
- „Burning Up“
- „Better the Devil You Know“

Encore
- „Can’t Get You Out of My Head“

## Tourneedaten
| Datum           | Stadt             | Land        | Veranstaltungsort                         |
| --------------- | ----------------- | ----------- | ----------------------------------------- |
| Europa          |                   |             |                                           |
| 26. April 2002  | Cardiff           | Wales       | Cardiff International Arena               |
| 27. April 2002  | Cardiff           | Wales       | Cardiff International Arena               |
| 28. April 2002  | Cardiff           | Wales       | Cardiff International Arena               |
| 29. April 2002  | Cardiff           | Wales       | Cardiff International Arena               |
| 1. Mai 2002     | Manchester        | England     | Manchester Arena                          |
| 2. Mai 2002     | Manchester        | England     | Manchester Arena                          |
| 3. Mai 2002     | Manchester        | England     | Manchester Arena                          |
| 4. Mai 2002     | Manchester        | England     | Manchester Arena                          |
| 6. Mai 2002     | Birmingham        | England     | NEC Arena                                 |
| 7. Mai 2002     | Birmingham        | England     | NEC Arena                                 |
| 8. Mai 2002     | Birmingham        | England     | NEC Arena                                 |
| 9. Mai 2002     | Birmingham        | England     | NEC Arena                                 |
| 11. Mai 2002    | Manchester        | England     | Manchester Arena                          |
| 12. Mai 2002    | Manchester        | England     | Manchester Arena                          |
| 14. Mai 2002    | Sheffield         | England     | Sheffield Arena                           |
| 15. Mai 2002    | Sheffield         | England     | Sheffield Arena                           |
| 17. Mai 2002    | Glasgow           | Schottland  | Scottish Exhibition and Conference Centre |
| 18. Mai 2002    | Glasgow           | Schottland  | Scottish Exhibition and Conference Centre |
| 19. Mai 2002    | Glasgow           | Schottland  | Scottish Exhibition and Conference Centre |
| 21. Mai 2002    | Newcastle         | England     | Metro Radio Arena                         |
| 22. Mai 2002    | Newcastle         | England     | Metro Radio Arena                         |
| 24. Mai 2002    | London            | England     | Wembley Arena                             |
| 25. Mai 2002    | London            | England     | Wembley Arena                             |
| 26. Mai 2002    | London            | England     | Wembley Arena                             |
| 27. Mai 2002    | London            | England     | Wembley Arena                             |
| 30. Mai 2002    | Stockholm         | Schweden    | Hovet                                     |
| 31. Mai 2002    | Oslo              | Norwegen    | Oslo Spektrum                             |
| 1. Juni 2002    | Kopenhagen        | Dänemark    | Forum Kopenhagen                          |
| 3. Juni 2002    | München           | Deutschland | Olympiahalle                              |
| 4. Juni 2002    | Wien              | Österreich  | Gasometer                                 |
| 6. Juni 2002    | Zürich            | Schweiz     | Hallenstadion                             |
| 8. Juni 2002    | Berlin            | Deutschland | Velodrom                                  |
| 9. Juni 2002    | Hamburg           | Deutschland | Alsterdorfer Sporthalle                   |
| 11. Juni 2002   | Frankfurt am Main | Deutschland | Festhalle                                 |
| 12. Juni 2002   | Rotterdam         | Niederlande | Ahoy Rotterdam                            |
| 13. Juni 2002   | Oberhausen        | Deutschland | König-Pilsener-Arena                      |
| 15. Juni 2002   | Paris             | Frankreich  | Palais Omnisports de Paris-Bercy          |
| 18. Juni 2002   | Mailand           | Italien     | Mediolanum Forum                          |
| Australien      |                   |             |                                           |
| 2. August 2002  | Sydney            | Australien  | Sydney Entertainment Centre               |
| 3. August 2002  | Sydney            | Australien  | Sydney Entertainment Centre               |
| 4. August 2002  | Sydney            | Australien  | Sydney Entertainment Centre               |
| 6. August 2002  | Sydney            | Australien  | Sydney Entertainment Centre               |
| 7. August 2002  | Sydney            | Australien  | Sydney Entertainment Centre               |
| 8. August 2002  | Sydney            | Australien  | Sydney Entertainment Centre               |
| 11. August 2002 | Melbourne         | Australien  | Rod Laver Arena                           |
| 12. August 2002 | Melbourne         | Australien  | Rod Laver Arena                           |
| 14. August 2002 | Melbourne         | Australien  | Rod Laver Arena                           |
| 15. August 2002 | Melbourne         | Australien  | Rod Laver Arena                           |
| 16. August 2002 | Melbourne         | Australien  | Rod Laver Arena                           |